# 토요타 프리우스 α

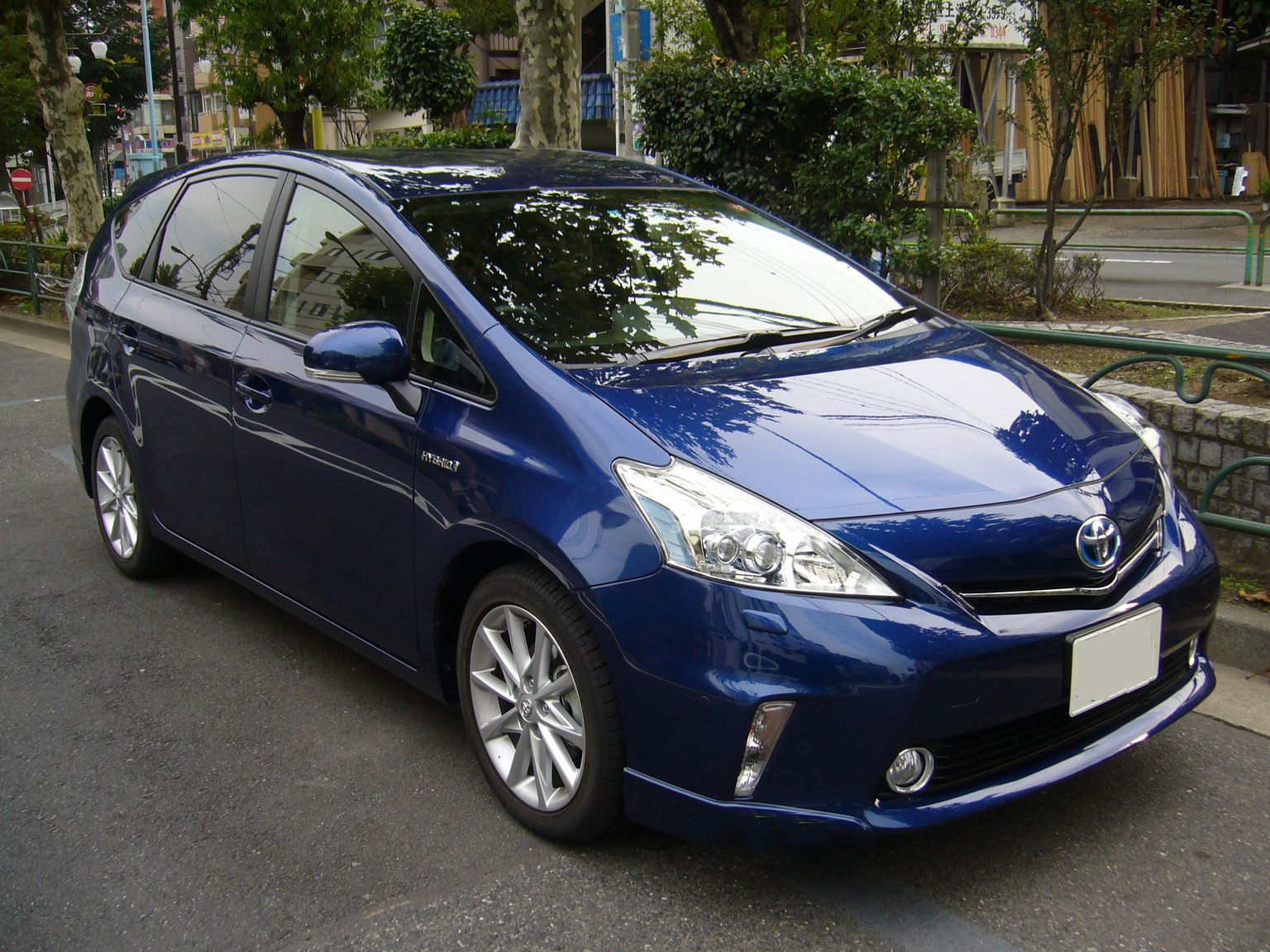
토요타 프리우스 α(전기형) 정측면

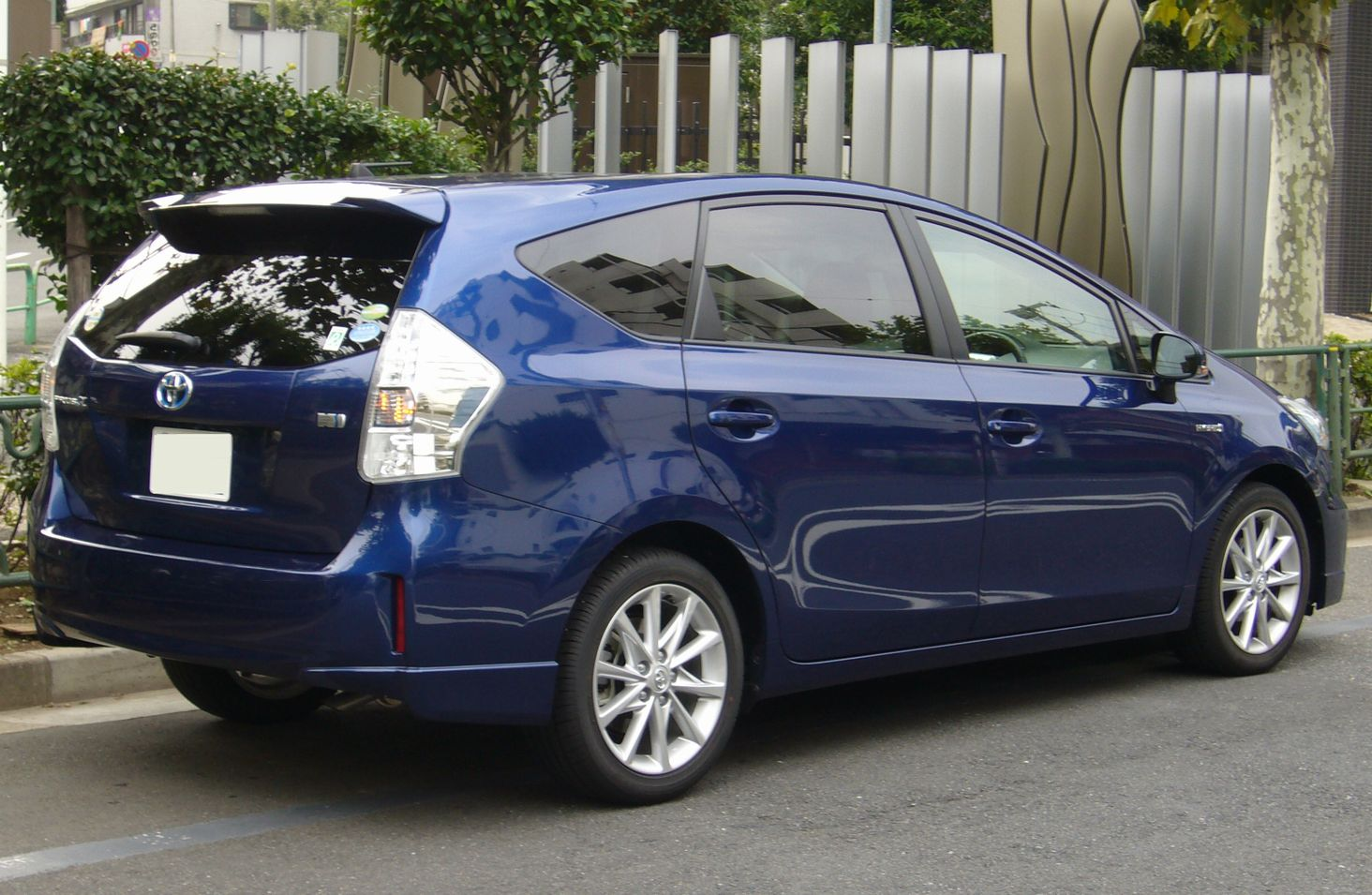
토요타 프리우스 α(전기형) 후측면

토요타 프리우스 α(Toyota Prius α)는 토요타 자동차가 2011년 5월에 판매를 개시한 하이브리드 전용 미니밴으로, 5인승과 7인승이 있다. 3세대 프리우스의 파생 차종이기도 하다. 일본과 중화민국에서는 프리우스 α, 북아메리카와 오세아니아 그리고 대한민국에서는 프리우스 V, 유럽에서는 프리우스 +로 판매 중이다. 수지제 파노라마 루프를 옵션으로 선택할 수 있으며, 차량 가격과 유지비, 넓은 실내 공간 등으로 인해 일본에서는 택시로 사용되는 일도 많아졌다. 일본에서는 다이하쓰에 OEM 공급되어 메비우스로 판매 중이다. 대한민국에서는 2015년 서울 모터쇼에서 공개함과 동시에 2015년 4월 1일부터 프리우스 V라는 이름으로 수입하여 판매하기 시작하였다. 대한민국 판매 사양은 5인승의 단일 트림으로 판매되며, 수지제 파노라마 루프가 기본으로 장착하여 나오는 표준 장비이다.

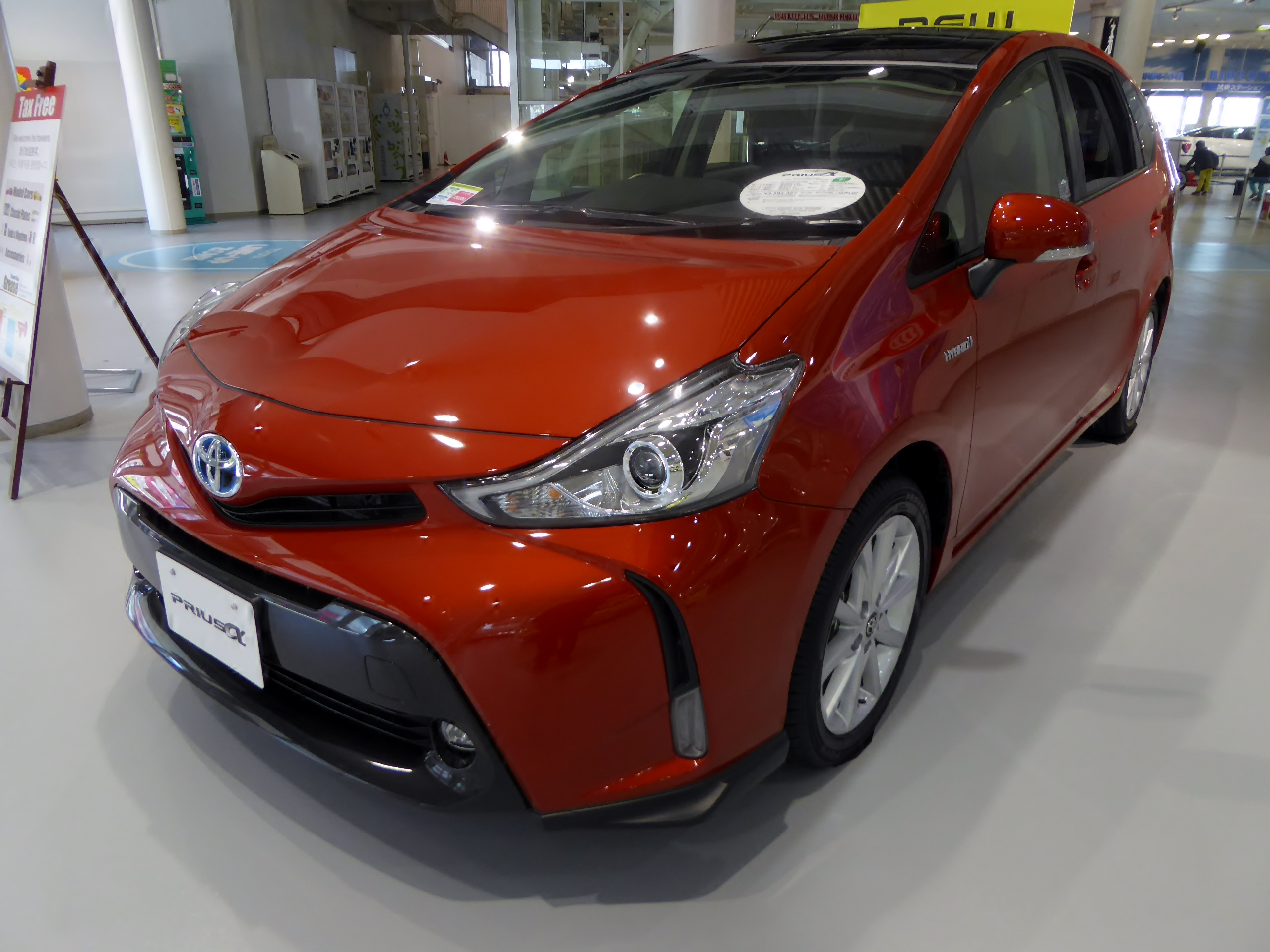
토요타 프리우스 α(후기형) 정측면
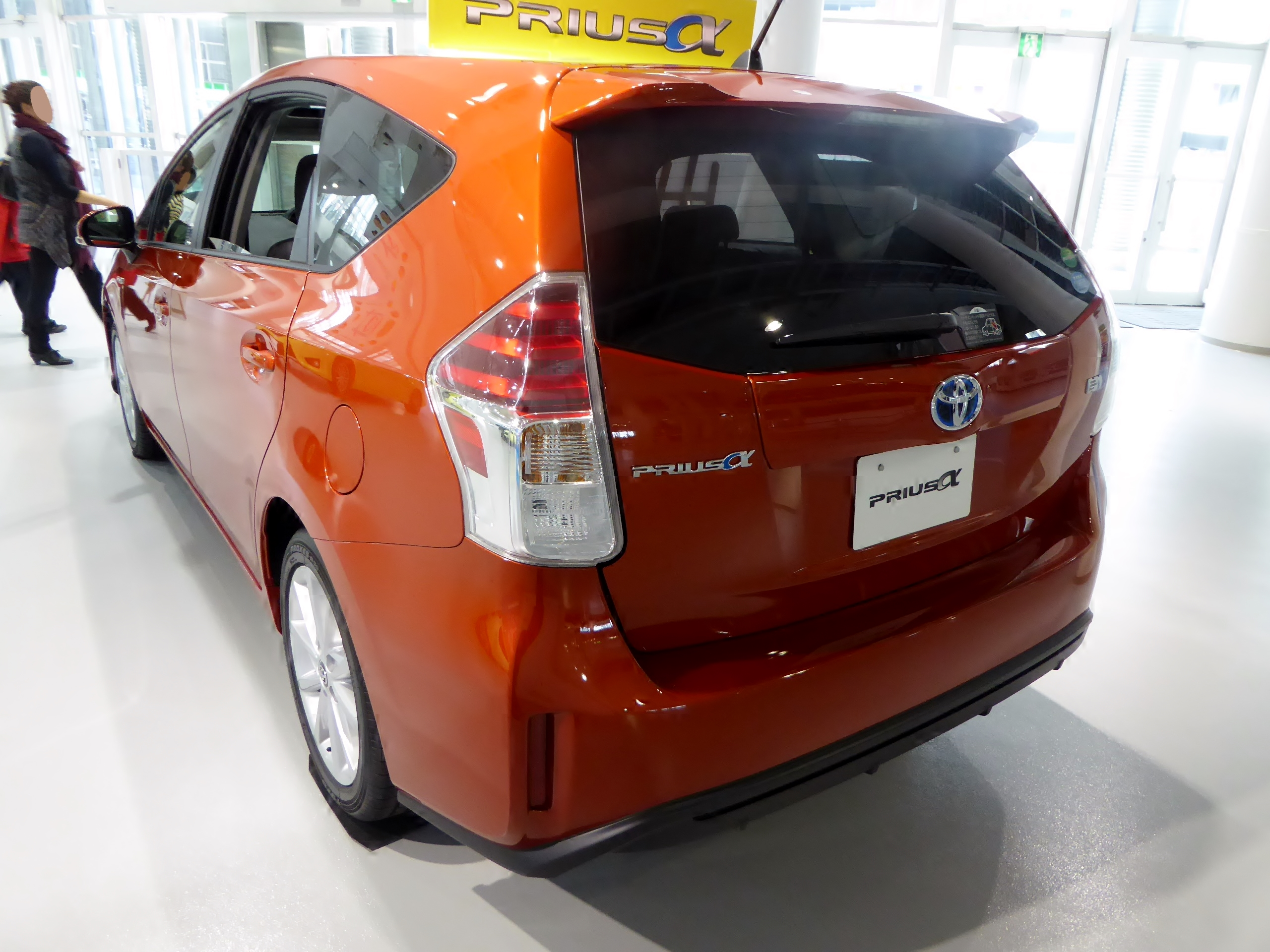
토요타 프리우스 α(후기형) 후측면

## 같이 보기
- 토요타 프리우스